# پیت فان در هورست
پیت فان در هورست (هلندی: Piet van der Horst; ۲۵ اکتبر ۱۹۰۳ – ۱۸ فوریهٔ ۱۹۸۳) دوچرخه‌سوار اهل هلند بود.
وی در مسابقات کشوری و بین‌المللی در مجموع برندهٔ ۱ مدال نقره شده‌است.